# Korsi

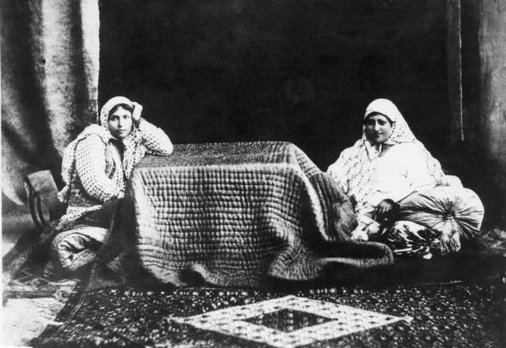
Antico sistema di riscaldamento

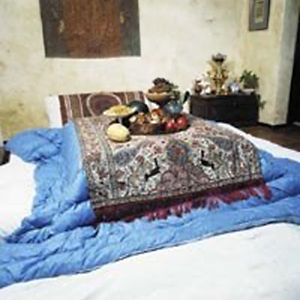
Tavolo Korsí

Il Korsí è un tavolo basso tipico della tradizione persiana.
È riscaldato da una stufa elettrica o da un braciere collocato sotto il tavolo; una coperta posta al di sopra di esso sporge fino a poggiare sul pavimento mantenendo caldo l'ambiente sottostante.
Il Korsí era usato quando non erano diffusi sistemi di riscaldamento negli appartamenti in Iran, oggi (in particolare dopo la fine del conflitto contro l'Iraq) l'uso di questo oggetto si è estremamente ridotto.
Gli occupanti si sistemavano attorno al Korsí sedendo su larghi cuscini con le gambe sotto il tavolo e la coperta sul grembo.
Una tovaglia di cotone chiamata ru-Korsí ("ru-" sopra (il) "Korsí") (o una cerata chiamata sofré) veniva solitamente posta sopra la coperta per proteggerla dalle eventuali macchie di cibo.